# F/X
F/X (ook bekend onder de titel: F/X: Murder by Illusion) is een Amerikaanse actie-thriller uit 1986, geregisseerd door Robert Mandel.

## Verhaal
Roland Tyler is in de filmwereld een expert op het gebied van special effects. Als hij wordt benaderd door de overheid om een moord in scène te zetten in het openbaar op een maffialid die moet getuigen tegen zijn voormalige maffiabazen om zo de aandacht af te leiden. Als Tyler dit klusje heeft geklaard wordt er een aanslag op hem gepleegd waarbij hij maar net aan de dood kan ontsnappen. De hele operatie blijkt corrupt te zijn en alle sporen van de scène moeten uitgewist worden. Tyler wordt bedrogen maar geeft zich niet gewonnen. Rechercheur Leo McCarty die onderzoek doet naar de zaak zal uiteindelijk Tyler helpen.

## Rolverdeling
| Acteur         | Personage             |
| -------------- | --------------------- |
| Bryan Brown    | Roland 'Rollie' Tyler |
| Brian Dennehy  | Lt. Leo McCarthy      |
| Diane Venora   | Ellen                 |
| Cliff De Young | Col. Mason            |
| Mason Adams    | Nicholas DeFranco     |
| Joe Grifasi    | Mickey                |
| Martha Gehman  | Andy                  |
| Roscoe Orman   | Capt. Wallenger       |
| Trey Wilson    | Lt. Murdoch           |
| Tom Noonan     | Varrick               |
| Angela Bassett | TV Reporter           |